# Strzelcy bramek dla reprezentacji Polski w piłce nożnej mężczyzn
Lista przedstawia strzelców goli dla reprezentacji Polski w piłce nożnej mężczyzn, uszeregowanych według liczby strzelonych goli. W 895 oficjalnych meczach reprezentacja zdobyła 1528 bramek przy stracie 1202 (+326). Średnio na mecz przypada 1,71 bramki..

## Lista strzelców według liczby strzelonych goli
Źródło: eu-football.info.

### 85 bramek
- Robert Lewandowski

### 48 bramek
- Włodzimierz Lubański

### 45 bramek
- Grzegorz Lato

### 43 bramek
- Kazimierz Deyna

### 39 bramek
- Ernest Pohl

### 35 bramki
- Andrzej Szarmach

### 27 bramek
- Gerard Cieślik

### 24 bramki
- Zbigniew Boniek

### 22 bramek
- Jakub Błaszczykowski

### 20 bramek
- Dariusz Dziekanowski

### 19 bramek
- Roman Kosecki
- Euzebiusz Smolarek

### 18 bramek
- Lucjan Brychczy

### 17 bramek
- Kamil Grosicki

### 16 bramek
- Robert Gadocha
- Józef Nawrot

### 15 bramek
- Jacek Krzynówek

### 13 bramek
- Piotr Zieliński

- Karol Świderski

### 12 bramek
- Krzysztof Piątek

### 11 bramek
- Eugeniusz Faber
- Andrzej Iwan
- Andrzej Jarosik
- Radosław Kałużny
- Wojciech Kowalczyk
- Emmanuel Olisadebe
- Leonard Piątek
- Wawrzyniec Staliński

### 10 bramek
- Tomasz Frankowski
- Jan Furtok
- Paweł Kryszałowicz
- Marek Leśniak
- Joachim Marx
- Zygfryd Szołtysik

### 9 bramek
- Paweł Brożek
- Ryszard Tarasiewicz
- Krzysztof Warzycha
- Gerard Wodarz

### 8 bramek
- Mieczysław Balcer
- Mieczysław Batsch
- Stanisław Hachorek
- Kazimierz Kmiecik
- Jan Liberda
- Sebastian Mila
- Grzegorz Rasiak
- Mirosław Trzeciak
- Jacek Ziober

### 13 bramek
- Adam Buksa

### 9 bramek
- Kamil Glik

- Grzegorz Krychowiak

### 4 bramki
- Kacper Urbański
- Krzysztof Baran
- Krzysztof Baszkiewicz
- Jerzy Brzęczek
- Włodzimierz Ciołek
- Sylwester Czereszewski
- Mieczysław Gracz
- Roger Guerreiro
- Tomasz Iwan
- Edward Jankowski
- Bartosz Karwan
- Józef Kohut
- Józef Korbas
- Kamil Kosowski
- Stefan Majewski
- Henryk Martyna
- Karol Pazurek
- Waldemar Sobota
- Zygmunt Steuermann
- Łukasz Teodorczyk
- Artur Wichniarek
- Jerzy Wilim
- Jerzy Wostal

### 2 bramki
- Józef Adamek
- Henryk Alszer
- Teodor Anioła
- Roman Bazan
- Bartosz Bosacki
- Kazimierz Buda
- Krzysztof Bukalski
- Wiesław Cisek
- Marek Citko
- Jan Domarski
- Dariusz Dudka
- Hubert Gad
- Norbert Gajda
- Józef Garbień
- Ryszard Grzegorczyk
- Bartłomiej Grzelak
- Tadeusz Hogendorf
- Maciej Iwański
- Roman Jakóbczak
- Henryk Janikowski
- Walerian Kisieliński
- Mateusz Klich
- Damian Szymański
- Jakub Piotrowski
- Adam Knioła
- Adam Kokoszka
- Władysław Kowalski
- Marian Kozerski
- Władysław Król
- Marcin Kuźba
- Wojciech Łobodziński
- Patryk Małecki
- Józef Mamoń
- Bohdan Masztaler
- Krzysztof Mączyński
- Jakub Moder
- Zdzisław Mordarski
- Mirosław Okoński
- Sławomir Peszko
- Maciej Rybus
- Rafał Siadaczka
- Józef Smoczek
- Artur Sobiech
- Łukasz Sosin
- Leon Sperling
- Janusz Sybis
- Ewald Urban
- Tomasz Wałdoch
- Marcin Wasilewski
- Dariusz Wdowczyk
- Henryk Wieczorek
- Erwin Wilczek
- Piotr Włodarczyk
- Paweł Wszołek
- Roman Wójcicki
- Witold Wypijewski
- Władysław Żmuda

### 1 bramka
- Dariusz Adamczuk
- Józef Adamiec
- Marcin Baszczyński
- Gustaw Bator
- Jan Bednarek
- Jarosław Bieniuk
- Piotr Brożek
- Tomasz Brzyski
- Marcin Burkhardt
- Matty Cash
- Zygmunt Chruściński
- Piotr Czachowski
- Stanisław Czulak
- Tomasz Dawidowski
- Leopold Duźniak
- Marek Dziuba
- Roman Faber
- Adam Fedoruk
- Zygmunt Gadecki
- Łukasz Garguła
- Ginter Gawlik
- Jan Gawroński
- Dariusz Gęsior
- Paweł Golański
- Michał Goliński
- Damian Gorawski
- Jacek Góralski
- Bolesław Habowski
- Edward Jabłoński
- Jan Jałocha
- Marcin Jałocha
- Paweł Janas
- Zdzisław Janik
- Engelbert Jarek
- Waldemar Jaskulski
- Piotr Jegor
- Tomasz Jodłowiec
- Paweł Kaczorowski
- Krzysztof Kajrys
- Jakub Kamiński
- Zdzisław Kapka
- Jan Karaś
- Jerzy Kasalik
- Zenon Kasztelan
- Przemysław Kaźmierczak
- Damian Kądzior
- Tomasz Kędziora
- Jakub Kiwior
- Józef Klotz
- Alfred Kokot
- Antoni Komendo-Borowski
- Marcin Komorowski
- Marek Koniarek
- Jakub Kosecki
- Edmund Kowal
- Dawid Kownacki
- Marek Koźmiński
- Waldemar Kryger
- Michał Kucharczyk
- Józef Kwiatkowski
- Dariusz Kubicki
- Rafał Lasocki
- Adam Ledwoń
- Andrzej Lesiak
- Leszek Lipka
- Ryszard Łysakowski
- Paweł Magdoń
- Edmund Majowski
- Stanisław Malczyk
- Leonard Malik
- Dariusz Marciniak
- Adam Matuszczyk
- Grzegorz Mielcarski
- Marcin Mięciel
- Juliusz Miller
- Kazimierz Moskal
- Rafał Murawski
- Jerzy Musiałek
- Adam Nawałka
- Marian Norkowski
- Krzysztof Nowak
- Tomasz Nowak
- Jarosław Nowicki
- Marek Ostrowski
- Stanisław Oślizło
- Tadeusz Parpan
- Krzysztof Pawlak
- Szymon Pawłowski
- Damien Perquis
- Mirosław Pękala
- Jerzy Piec
- Grzegorz Piechna
- Kamil Piątkowski
- Leszek Pisz
- Dawid Plizga
- Franciszek Pytel
- Leon Radojewski
- Piotr Reiss
- Marcin Robak
- Wojciech Rudy
- Tomasz Rząsa
- Marek Rzepka
- Piotr Rzepka
- Fryderyk Scherfke
- Jan Schmidt
- Hieronim Schwartz
- Adrian Sikora
- Paweł Sobek
- Radosław Sobolewski
- Józef Sobota
- Piotr Soczyński
- Tomasz Sokołowski
- Władysław Stachurski
- Filip Starzyński
- Roman Strzałkowski
- Andrzej Sykta
- Łukasz Szukała
- Antoni Szymanowski
- Piotr Świerczewski
- Jakub Świerczok
- Aleksander Tupalski
- Adam Walczak
- Jan Wasiewicz
- Jakub Wawrzyniak
- Jan Wiśniewski
- Ewald Wiśniowski
- Rafał Wolski
- Stanisław Wójcik
- Jerzy Wyrobek
- Tomasz Zahorski
- Edmund Zientara
- Jacek Zieliński

pogrubioną czcionką oznaczono piłkarzy aktualnie występujących w kadrze

## Bramki samobójcze
- Hrajr Mkojan
- Aftandil Hacıyev
- Trifon Iwanow
- Manoł Manołow
- Michalis Kapsis
- David O’Leary
- Hermann Hreiðarsson
- Tetsuo Sugamata
- Cristian Brolli
- Gary Gillespie
- Béla Kárpáti
- Vilmos Vanczák
- Filip Stojković